# Music for the Jilted Generation
Music for the Jilted Generation è il secondo album in studio del gruppo musicale britannico The Prodigy, pubblicato il 4 luglio 1994 dalla XL Recordings.
L'album è stato ripubblicato il 4 agosto 2008 con il titolo di More Music for the Jilted Generation, il quale comprende un secondo CD di alcuni b-side e remix pubblicati in precedenza nei singoli estratti dall'album.

## Tracce
Music for the Jilted Generation incorpora elementi di Rave, Breakbeat Techno, Techno e Hardcore Techno. rilasciato il 4 Luglio 1994 sotto la casa discografica XL recordings.
L'album fu una grossa risposta alla corruzione verso i Rave per via del loro successo Mainstream, assieme al Criminal Justice and Public Order Act del 1994 , che ha reso criminali i Raves nel Regno Unito e i vari aspetti della cultura Rave, soprattutto se si va a vedere nella terza traccia dell'album (Their Law) con la frase "Fuck 'em and their law" (Fanculo loro e la loro legge).

## Campionamenti
Molti campionamenti provengono da vari film, serie TV o canzoni in sè, la prima traccia Intro comprende un campionamento dal film Il tagliaerbe (The Lawnmower Man), cioè la frase "I've decided to take my work back underground, to stop it falling into the wrong hands.", che sta a significare che Liam vuole "nascondere" la sua musica, per evitare che diventano commerciali, come accadde con il primo studio album.

### campionamenti usati[8]
i campionamenti vengono messi in ordine in base al numero della traccia (Esempio: 2 è la traccia Break & Enter)
- 2. Casanova (The Raising Hell Mix) di Baby D, Hyperreal Selector di The Shamen, The Box Opened di Human Being e Puma (intense Mix) di Subwoofer Agte
- 3. Drop That Bassline di Techno Grooves, The Assembly Line di Commodores, il dialogo " I'm the law and you can't beat the law " del film Fried Green Tomatoes, una ricreazione del dialogo iniziale "What we're dealing with here is a total lack of respect for the law" dal film Smokey and the Bandit ed Encore ( 12" dance version)
- 4. Sunny di Boney M, la risata del film Per qualche dollaro in più (in inglese), Break North degli Ultramagnetic MC's (che ha campionato un dialogo di star Wars, nella versione originale della canzone Full Throttle, il dialogo non viene riprodotto al contrario), Bootleggin' di Simtec & Wylie. N.T. di Kool and the gang, Strange Kind of Woman (Live) di Deep Purple, Repitcher di Unknown Structure e Death is my name di Depth Charge.
- 5. il riff di chitarra è ispirato a Very Ape dei Nirvana, You're Starting Too Fast e Shaft in africa (Addis) di Johnny Pate, The Shalimar dei Last Poets, Love Song di Simple Minds e Biting My Nails (instrumental Club Mix) di Renegade Soundwave
- 6. Illegal Subs di Kaotic Chemistry, Where's your child? di Bam Bam e The revolution will not be Televised di Gil Scott-Heron
- 7. The Space Station di Jerry Goldsmith, I called U di Lil' Louis and the world, Don't hold back the feeling (piano mix) di 2-mad, Thousand di Moby, il dialogo "He's devouring the Heat, The Energy" del film Poltergeist 3 e Gravitational arch of 10 di Vapourspace
- 8. It's a New Day di Skull Snaps, Heavy Sould Slinger di Bernard Purdie, Jungle dett (Hardcore House Remix) e Can't Hear nothing but the Music di EPMD
- 9.  You're no good for Me di Kelly Charles, Funky Nassau di The Beginning of the End, Peter Piper di RUN-DMC, Young Disciples (Theme) dell'omonima band, Tremor di Edge of Darkness, Waterphone - 2 di OMI e Repitcher di Unknown Structure
- 10. Arabic Chant (Wa-Allah) di Zero-G e Soul Food di Tuff Crew
- 11. Good Livin' (Good Lovin) di Bernard Purdie
- 12. usa un preset di nome Spirit Catch del sound module Proteus / 3, Acid Drill di Edwards and Armani e The assassinator (Killer Mix) di Style e King Sun
- 13. Mice in the Presence of the Lion di Hardnoise, Several Species of Small Furry Animals Gathered Together in a Cave and Grooving dei Pink Floyd, The Crucifixion di Ted Neeley e Peter Piper di RUN-DMC e la Frase " My mind is glowing " proviene dal film 2001 : Odissea nello spazio

### Edizione originale
1. Intro – 0:45
2. Break & Enter – 8:24
3. Their Law (featuring Pop Will Eat Itself) – 6:40 (Liam Howlett, Pop Will Eat Itself)
4. Full Throttle – 5:02
5. Voodoo People – 6:27
6. Speedway (Theme from 'Fastlane') – 8:56
7. The Heat (The Energy) – 4:27
8. Poison (featuring Maxim) – 6:42 (Liam Howlett, Keith Palmer)
9. No Good (Start the Dance) – 6:17 (Liam Howlett, Kelly Charles, James Bratton)
10. One Love (Edit) – 3:53
11. The Narcotic Suite: 3 Kilos – 7:25
12. The Narcotic Suite: Skylined – 5:56
13. The Narcotic Suite: Claustrophobic Sting – 7:13

CD bonus nell'edizione giapponese
1. Charly (Alley Cat Mix) – 4:59
2. Everybody in the Place (Fairground Remix) – 5:09
3. Out of Space (Techno Underworld Remix) – 4:44

### More Music for the Jilted Generation
CD 1
1. Intro – 0:45
2. Break & Enter – 8:24
3. Their Law (featuring Pop Will Eat Itself) – 6:40 (Liam Howlett, Pop Will Eat Itself)
4. Full Throttle – 5:02
5. Voodoo People – 6:27
6. Speedway (Theme from 'Fastlane') – 8:56
7. The Heat (The Energy) – 4:27
8. Poison – 6:42 (Liam Howlett, Keith Palmer)
9. No Good (Start the Dance) – 6:17 (Liam Howlett, Kelly Charles, James Bratton)
10. One Love (Edit) – 3:53
11. The Narcotic Suite: 3 Kilos – 7:25
12. The Narcotic Suite: Skylined – 5:56
13. The Narcotic Suite: Claustrophobic Sting – 7:13

CD 2
1. Voodoo People (Radio 1 Maida Vale Session) – 4:19
2. Poison (Radio 1 Maida Vale Session) – 4:44 (Liam Howlett, Keith Palmer)
3. Break and Enter (2005 Live Edit) – 4:59
4. Their Law (Live at Pukkelpop) – 5:28 (Liam Howlett, Pop Will Eat Itself)
5. No Good (Start the Dance) (Bad for You Mix) – 6:50
6. Scienide – 5:50
7. Goa (The Heat the Energy, Part 2) – 6:05
8. Rat Poison – 5:32
9. Voodoo People (Dust Brothers Remix) – 5:55

## Formazione
Gruppo
- Liam Howlett – tastiera, sintetizzatore, campionatore, programmazione
- Maxim Reality – voce (traccia 8)

Altri musicisti (CD 2)
- Rob Holliday – chitarra (tracce 1, 2 e 4)
- Kieron Pepper – batteria (tracce 1, 2 e 4)
- Nathan Lee – flauto (traccia 2)

## Classifiche

### Classifiche settimanali
| Classifica (1994-97)      | Posizione massima |
| ------------------------- | ----------------- |
| Australia                 | 9                 |
| Austria                   | 7                 |
| Belgio (Fiandre)          | 22                |
| Europa                    | 6                 |
| Finlandia                 | 1                 |
| Germania                  | 11                |
| Norvegia                  | 12                |
| Nuova Zelanda             | 3                 |
| Paesi Bassi               | 5                 |
| Regno Unito               | 1                 |
| Stati Uniti               | 198               |
| Stati Uniti (heatseekers) | 15                |
| Svezia                    | 4                 |
| Svizzera                  | 9                 |

### Classifiche di fine anno
| Classifica (1994) | Posizione |
| ----------------- | --------- |
| Germania          | 71        |
| Paesi Bassi       | 52        |
| Classifica (1995) | Posizione |
| Belgio (Fiandre)  | 72        |
| Regno Unito       | 89        |
| Classifica (1997) | Posizione |
| Australia         | 64        |
| Nuova Zelanda     | 17        |